# Pietro Marchese

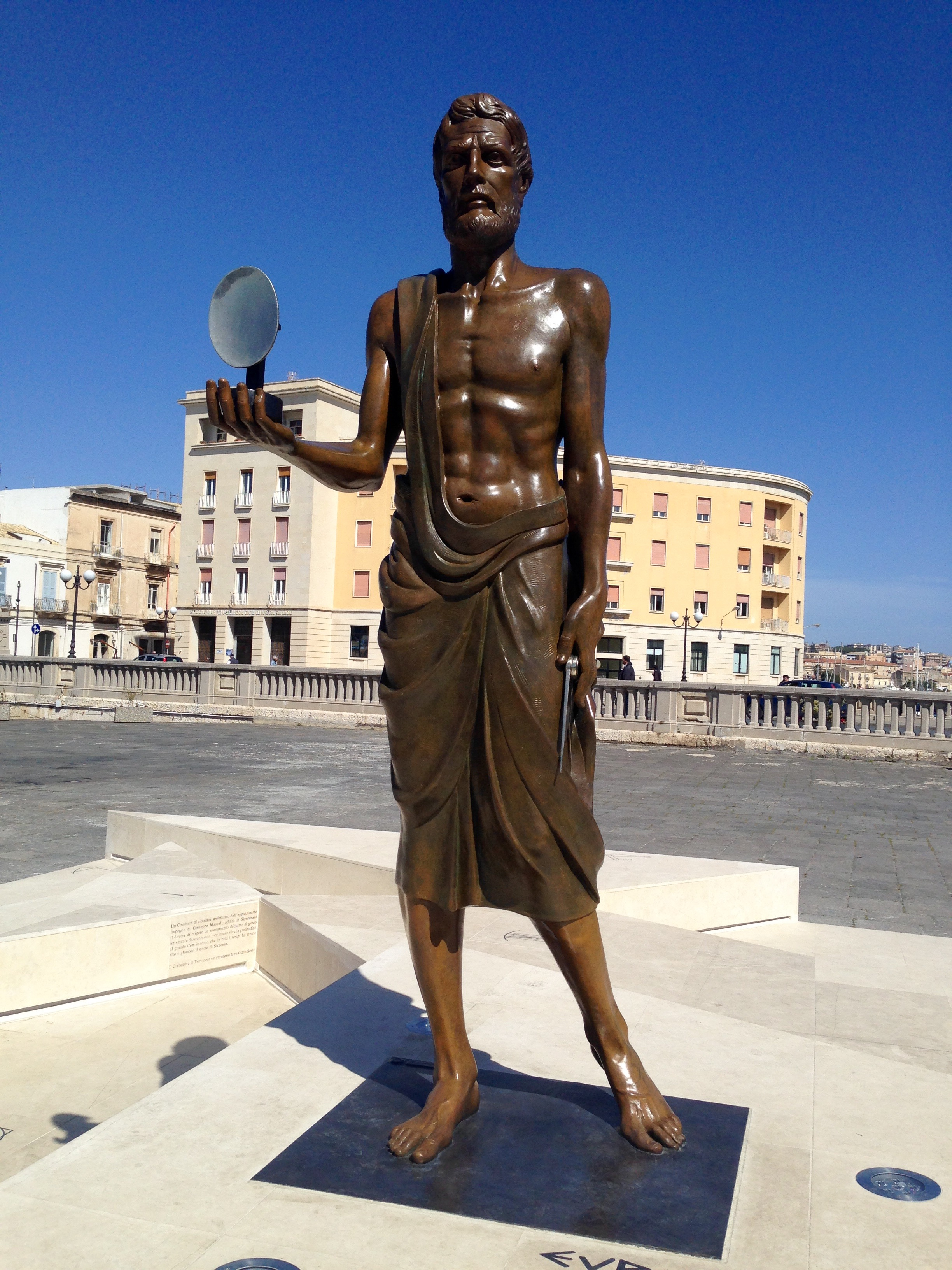
Statua di Archimede a Siracusa

Pietro Marchese (Siracusa, 5 ottobre 1977) è uno scultore italiano. Ha realizzato diverse opere pubbliche di rilievo, tra le quali spiccano il monumento alla campionessa mondiale di apnea Rossana Maiorca, denominato Sirena di Sicilia, e il monumento dedicato al matematico Archimede per la città di Siracusa.

## Biografia
Pietro Marchese ha studiato scultura presso l’Accademia di Belle Arti di Carrara. Dal 2003 ha iniziato a collaborare a progetti artistici e didattici con il Laboratorio di Teatro di Figura del dipartimento di Scenografia dell’Accademia di Belle Arti di Brera, dove ha anche insegnato come assistente tecnico di laboratorio nel triennio 2008-2011.
Dal 1997, Marchese partecipa a varie mostre in Italia e all’estero. Tra i suoi riconoscimenti, nel 2011 gli è stato conferito il Premio Rossana Maiorca per la Cultura del Mare e nel 2012 è stato selezionato tra i vincitori della prima edizione del concorso internazionale "Premio Ora". Nel 2016 ha vinto il premio Ginko per la sezione scultura a Roma e ha progettato e realizzato il premio Tonino Accolla, primo contest live in Europa sul doppiaggio nel cinema. Nel 2015 è stato inserito nella lista dei migliori 8 artisti italiani della Wild Life Art.
Tra le sue mostre personali si ricordano Per Sandro (2022), L'uomo la sirena e il mare (2019), Exit (2017), I Had a Dream (2013) e Sirena di Sicilia (2008).
Marchese insegna presso il Liceo Artistico Giordano Bruno di Albenga. Vive ed opera a Finale Ligure.
Nel 2023 un modellino della statua di Pertini è stato donato dall'artista all'Ufficio di Presidenza della Commissione Europea dove viene custodito.

### Opere pubbliche
Le opere pubbliche di Marchese includono Sirena di Sicilia, dedicata a Rossana Maiorca, la Porta della bellezza per la Fondazione Fiumara d’Arte, e il monumento dedicato ad Archimede per la città di Siracusa. Nel 2022, ha realizzato la statua del presidente Sandro Pertini, che è stata collocata presso la casa natale a Stella San Giovanni, ora divenuta un museo.

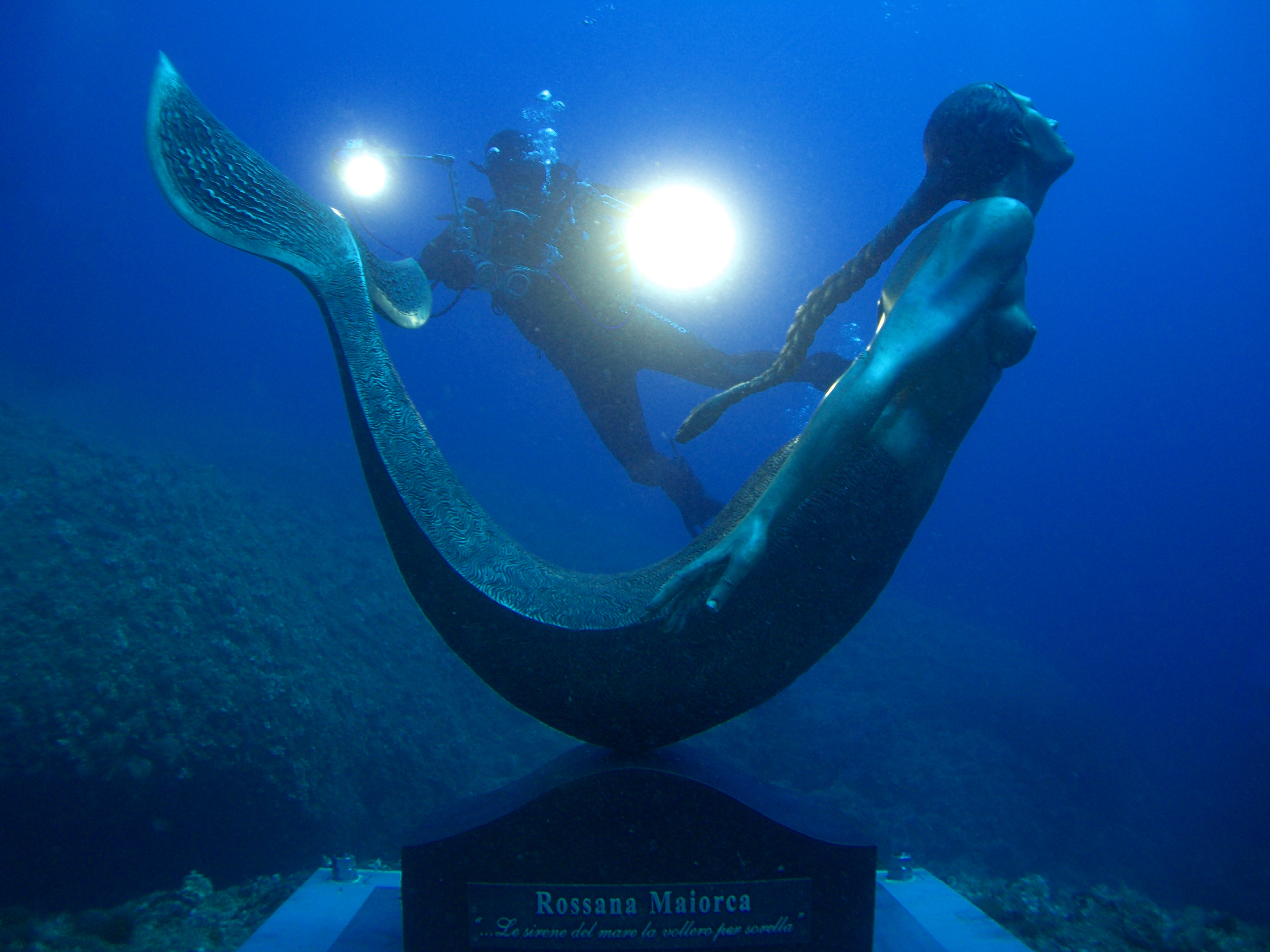
Sirena di Sicilia, omaggio a Rossana Maiorca
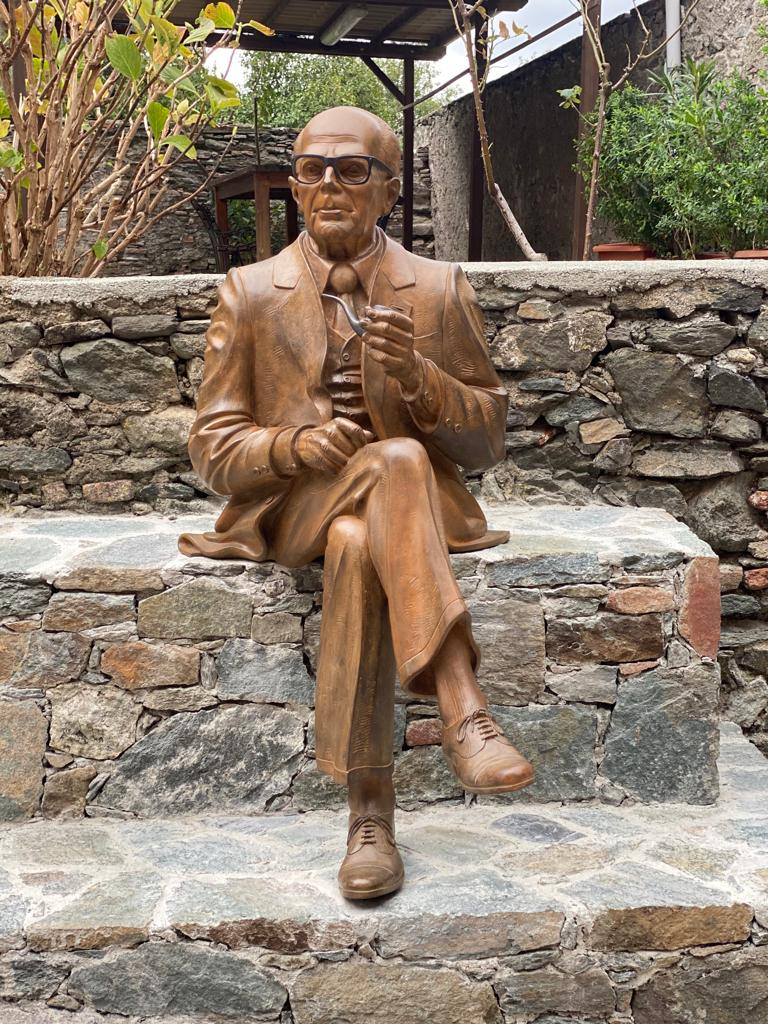
Statua Sandro Pertini

## Esposizioni

### Mostre
- 2008: Sirena di Sicilia a cura di Paolo Giansiracusa, Castello Maniace, Siracusa
- 2010: Nel corso del tempo, bipersonale, Pietro Marchese e Arianna Lion a cura di Nino Portoghese, Galleria l'Arco e la Fonte, Siracusa
- 2013: I Had a Dream, a cura di Carolina Lio, Fondazione Torre Colombera, Gorla Maggiore[7]
- 2014: Bestiario contemporaneo, a cura di Ornella Fazzina, Studio d'Ars, Milano
- 2016: Progetto monumento Archimede, Convento del Buon Ritiro, Siracusa
- 2017: Exit, a cura di Chiara Mastroianni, galleria Ginko, Roma
- 2019: L'uomo, la sirena e il mare, a cura di Gabriella Aramini, Galata Museo del Mare, Genova
- 2020: La resurrezione di Lazzaro, a cura di Sauro Mori e Floriana Spalla, Sala delle sette virtù, S. Miniato
- 2022: Per Sandro, a cura di Edoardo Trisciuzzi, mostra personale presso il Comune di Stella
- 2022: Ad lucem, bipersonale con il maestro Carlo Izzo, a cura di Loredana Pitruzzello, parlatorio della chiesa di Santa Lucia alla Badia, Siracusa

## Riconoscimenti
- 2016 - Vincitore del "Premio GinKo, sezione scultura", Roma.
- 2012 - Menzione speciale dalla giuria del "Premio Lidia Conca", Novate Milanese.
- 2011 - Selezionato tra i vincitori della prima edizione del concorso internazionale "Premio Ora", Varese[8].
- 2011 - Premio Rossana Maiorca per la "Cultura del Mare", Siracusa.
- 2009 - Selezionato per l'esposizione del concorso internazionale di scultura, "Scultura nella Città, progetti per Milano" in previsione per l'Expo 2015, Museo della Permanente, Milano.
- 2007 - Primo premio "La bellezza può salvare il mondo" a cura del Rotary Club Milano Europa, Milano.
- 1994 - Riconoscimento dall'Arcivescovado di Siracusa per la realizzazione di disegni per il conio di una medaglia donata a Papa Giovanni Paolo II in occasione dell'inaugurazione del Santuario della Madonnina delle Lacrime, Siracusa.

## Libri
- Pietro Marchese e Patrizia Maiorca, L'uomo, la sirena e il mare: la metamorfosi nell'opera di Pietro Marchese, Sagep editori, 2019, ISBN 978-88-6373-638-0. URL consultato il 31 dicembre 2023.
- Pietro Marchese e Virginia Rossello, Archimede, LetteraVentidue, 2017, ISBN 978-88-6242-251-2. URL consultato il 31 dicembre 2023.
- Pietro Marchese, I had a dream, 2013, ISBN 9788890616044.